# Svein Fjælberg
Svein Fjælberg (født 12. januar 1959 i Sola, Norge) er en norsk tidligere fodboldspiller (forsvarer).
Fjælberg tilbragte hele sin aktive karriere, fra 1979 til 1990, hos Viking FK i Stavanger og var med til at sikre klubben det norske mesterskab i både 1979 og 1982. Han spillede desuden 33 kampe for Norges landshold og deltog ved OL i 1984 i Los Angeles. Her spillede han alle nordmændenes tre kampe i turneringen, der dog endte med et exit efter gruppespillet.

## Titler
Tippeligaen
- 1979 og 1982 med Viking FK